# Saint-Symphorien-sous-Chomérac
Saint-Symphorien-sous-Chomérac är en kommun i departementet Ardèche i regionen Auvergne-Rhône-Alpes i sydöstra Frankrike. Kommunen ligger  i kantonen Chomérac som ligger i arrondissementet Privas. År 2022 hade Saint-Symphorien-sous-Chomérac 855 invånare.

## Befolkningsutveckling
Antalet invånare i kommunen Saint-Symphorien-sous-Chomérac
Referens: INSEE